# بری بوتلین
بری بوتلین (انگلیسی: Barry Butlin؛ زادهٔ ۹ نوامبر ۱۹۴۹) بازیکن فوتبال اهل بریتانیا است.
از باشگاه‌هایی که در آن بازی کرده‌است می‌توان به باشگاه فوتبال دربی کانتی، باشگاه فوتبال ردینگ، باشگاه فوتبال شفیلد یونایتد، باشگاه فوتبال ناتینگهام فارست، باشگاه فوتبال پیتربورو یونایتد، باشگاه فوتبال لوتون تاون، باشگاه فوتبال نوتس کانتی، و باشگاه فوتبال برایتون اند هوو آلبیون اشاره کرد.